# Branchon
Branchon (en wallon Brançon) est une section de la commune belge d'Éghezée située en Région wallonne dans la province de Namur.
C'était une commune à part entière avant la fusion des communes de 1977.

## Évolution démographique
- Source: DGS, 1831 à 1970=recensements population, 1976= habitants au 31 décembre

## Patrimoine et culture

### Patrimoine architectural
- Église Saint-Jean-Baptiste. Construite en 1751 et agrandie au siècle suivant[1].
- Château de Branchon. Datant du XIXe siècle et restaurée au XXe siècle[1].
- Ferme du château. Datée de 1808 sur la girouette du porche, quadrilatère de style néo-classique[1].
- Château Gréban.
- Ferme Rigo (XVIIe siècle).
- Moulin de Branchon avec cheminée carrée antérieure à 1850. Le moulin a des fondations bien anciennes : moulin banal en 1343. Brasserie en 1890 et brasserie-malterie et moulin à vapeur de 1909 jusqu'à la fermeture en 1921. Commerce de charbons et des grains dès 1937 et production des limonades et des eaux minerales de 1937 jusqu'à la fin de la guerre en 1945[2].

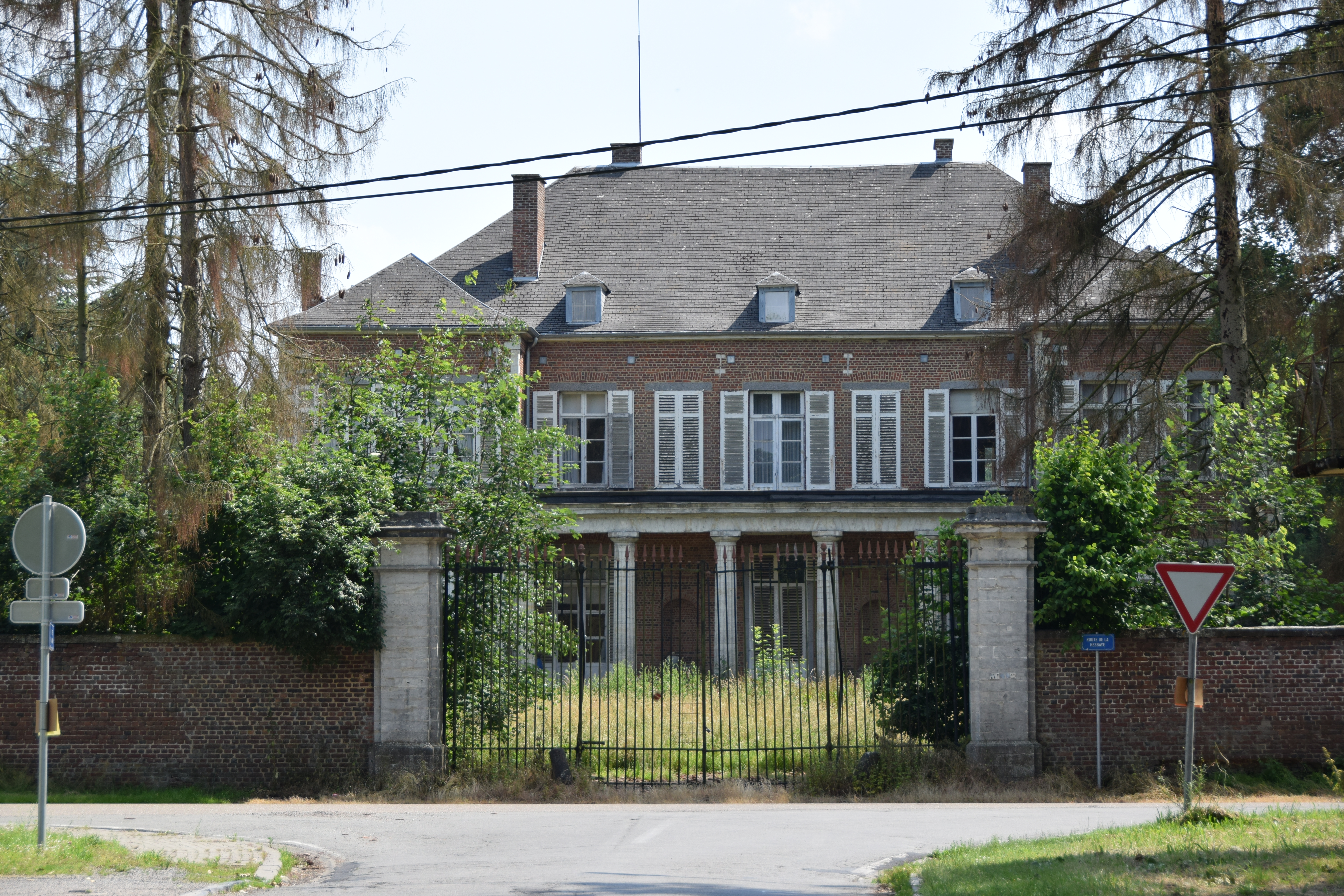
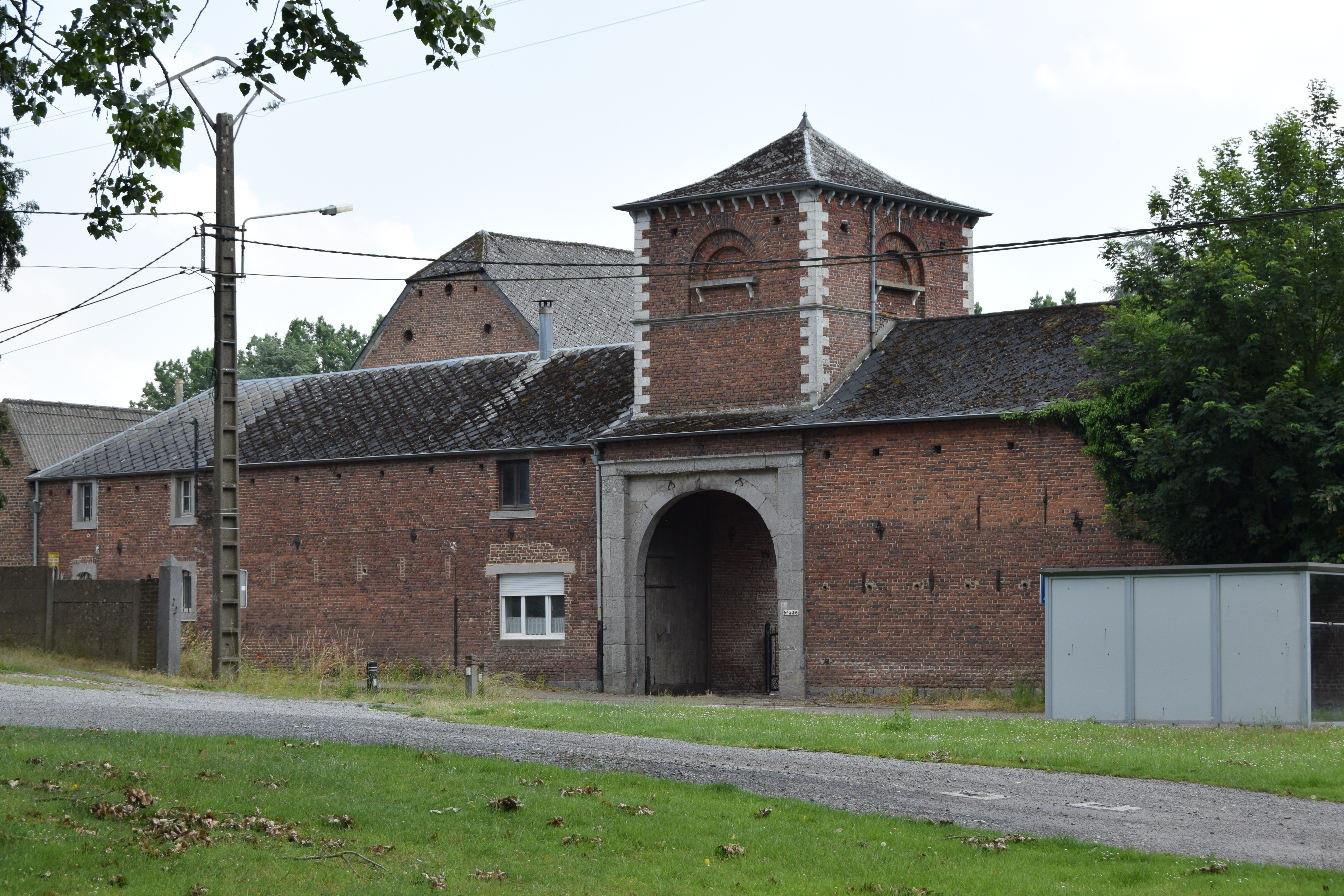
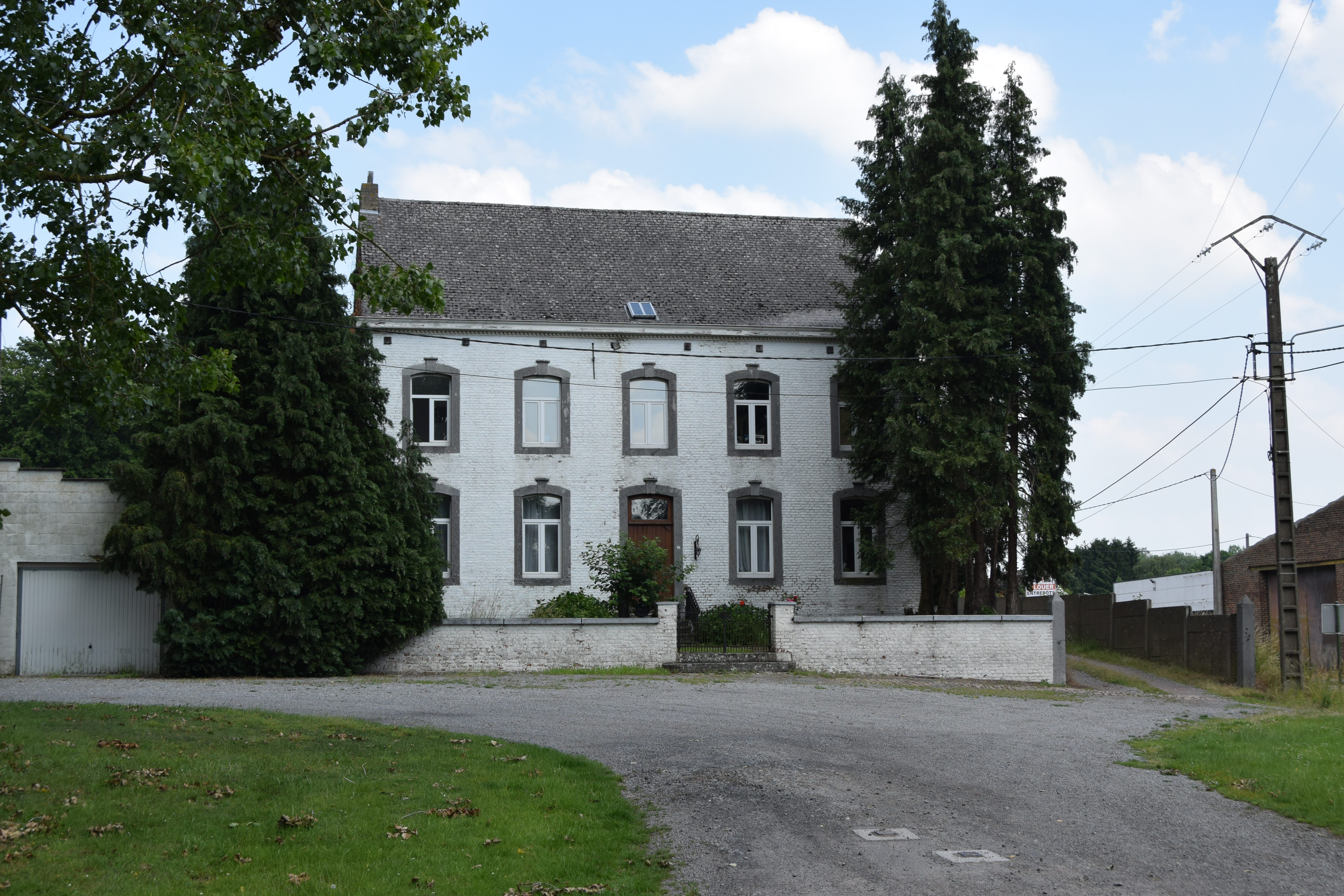

## Personnalités liées à la commune
- Félix Gréban de Saint Germain, photographe (1881-1950).